# ویتردا
ویتردا (به آلمانی: Witterda) یک شهر در آلمان است که در تورینگن واقع شده‌است. ویتردا ۱٬۱۳۷ نفر جمعیت دارد.